# Tallent Town, Virginia
Tallent Town là một cộng đồng chưa hợp nhất tại Hạt Richmond, thuộc tiểu bang Virginia của Hoa Kỳ.